# Eridu

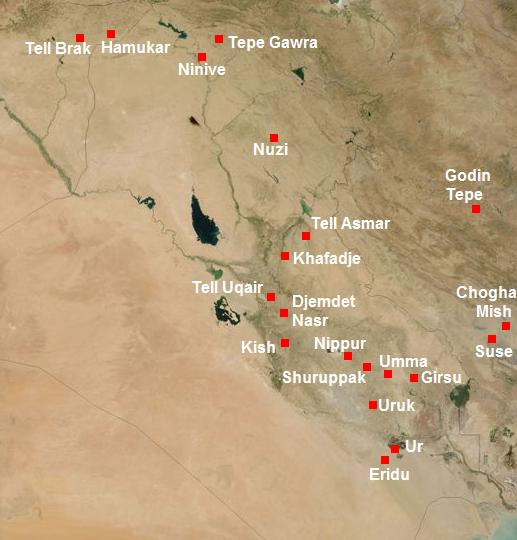
Mesopotamien 1000-talet f.Kr.

Eridu var i forntiden en sumerisk stad i sydligaste Mesopotamien, nuvarande södra Irak. Den ska enligt sumerisk tradition vara Mesopotamiens äldsta stad. I den babyloniska skapelseberättelsen sägs det: "Allt land låg under vattnet, men så steg Eridu upp ur havet." I sumerisk mytologi var Eridu hemorten för guden Enki, de stora djupens gud, vishetens källa. 
Eridus läge har fastställts till en enslig hög som ligger ute i den öde öknen, omkring 15 kilometer sydväst om Ur. Platsen var bebodd redan omkring 5000 f.Kr. då den äldsta fasen av stadens utgrävda tempel påbörjades. Från historisk tid (det vill säga från omkring 3000 f.Kr.) finns staden nedtecknad i den sumeriska kungalistan. Det verkar dock som om Eridu tidigt förlorade sin politiska makt till mäktigare grannstäder, som Ur och Uruk. Platsen övergavs vid mitten av det första årtusendet f.Kr. 